# Le Bourgneuf-la-Forêt
Le Bourgneuf-la-Forêt település Franciaországban, Mayenne megyében. Lakosainak száma 1726 fő (2022. január 1.). Le Bourgneuf-la-Forêt La Baconnière, Bourgon, La Croixille, Juvigné, Launay-Villiers, Port-Brillet, Saint-Hilaire-du-Maine és Saint-Ouën-des-Toits községekkel határos.

## Népesség
A település népességének változása:
| Lakosok száma | 1435 | 1397 | 1466 | 1657 | 1793 | 1792 | 1778 | 1736 | 1732 | 1726 |
|               | 1968 | 1982 | 1990 | 2006 | 2013 | 2015 | 2017 | 2019 | 2020 | 2022 |